# HD 155970
HD 155970，又名BD-14 4585，SAO 160402、HR 6404，是一颗恒星，视星等为5.99，位于銀經8.38，銀緯13.64，其B1900.0坐标为赤經17h 9m 39.1s，赤緯-14° 13.64′ 9″。